# Liste des municipalités du Guanajuato

Armoiries de l'État de Guanajuato

L'État de Guanajuato est divisé en 46 municipalités. Sa capitale est Guanajuato.

## Liste des municipalités et des codes INEGI associés
Le code INEGI complet de la municipalité comprend le code de l'État - 11 - suivi du code de la municipalité. Exemple : Guanajuato = 11015. Chaque municipalité comprend plusieurs localités. Ainsi, pour le chef-lieu de la municipalité de Guanajuato, la ville de Guanajuato : 110150001.

État de Guanajuato

Municipalités de Guanajuato

| Code INEGI | Municipalité                                      | Chef-lieu de la municipalité                      | Date de création | Population (2010) | Superficie (km²) |
| ---------- | ------------------------------------------------- | ------------------------------------------------- | ---------------- | ----------------- | ---------------- |
| 001        | Abasolo                                           | Abasolo                                           | 1870             | 84 332            | 614,56           |
| 002        | Acámbaro                                          | Acámbaro                                          | 1824             | 109 030           | 877,43           |
| 003        | San Miguel de Allende                             | San Miguel de Allende                             | 1824             | 160 383           | 1558,96          |
| 004        | Apaseo el Alto                                    | Apaseo el Alto                                    | 1947             | 64 433            | 375,87           |
| 005        | Apaseo el Grande                                  | Apaseo el Grande                                  | 1824             | 85 319            | 419,39           |
| 006        | Atarjea                                           | Atarjea                                           | 1870             | 5 610             | 322,27           |
| 007        | Celaya                                            | Celaya                                            | 1824             | 468 469           | 553,23           |
| 008        | Manuel Doblado                                    | Ciudad Manuel Doblado                             | 1824             | 37 145            | 819,83           |
| 009        | Comonfort                                         | Comonfort                                         | 1861             | 77 794            | 485,39           |
| 010        | Coroneo                                           | Coroneo                                           | 1879             | 11 691            | 123,83           |
| 011        | Cortazar                                          | Cortazar                                          | 1857             | 88 397            | 334,20           |
| 012        | Cuerámaro                                         | Cuerámaro                                         | 1869             | 27 308            | 260,22           |
| 013        | Doctor Mora                                       | Doctor Mora                                       | 1949             | 23 324            | 230,90           |
| 014        | Dolores Hidalgo Cuna de la Independencia Nacional | Dolores Hidalgo Cuna de la Independencia Nacional | 1824             | 148 173           | 1656,18          |
| 015        | Guanajuato                                        | Guanajuato                                        | 1824             | 171 709           | 1014,54          |
| 016        | Huanímaro                                         | Huanímaro                                         | 1877             | 20 117            | 127,52           |
| 017        | Irapuato                                          | Irapuato                                          | 1824             | 529 440           | 851,41           |
| 018        | Jaral del Progreso                                | Jaral del Progreso                                | 1912             | 36 584            | 176,56           |
| 019        | Jerécuaro                                         | Jerécuaro                                         | 1879             | 50 832            | 883,40           |
| 020        | León                                              | León de los Aldama                                | 1824             | 1 436 480         | 1220,38          |
| 021        | Moroleón                                          | Moroleón                                          | 1857             | 70 364            | 159,02           |
| 022        | Ocampo                                            | Ocampo                                            | 1875             | 22 683            | 1026,04          |
| 023        | Pénjamo                                           | Pénjamo                                           | 1824             | 149 936           | 1561,25          |
| 024        | Pueblo Nuevo                                      | Pueblo Nuevo                                      | 1869             | 11 169            | 60,08            |
| 025        | Purísima del Rincón                               | Purísima de Bustos                                | 1849             | 68 795            | 290,41           |
| 026        | Romita                                            | Romita                                            | 1855             | 56 655            | 441,26           |
| 027        | Salamanca                                         | Salamanca                                         | 1824             | 260 732           | 756,54           |
| 028        | Salvatierra                                       | Salvatierra                                       | 1824             | 97 054            | 592,43           |
| 029        | San Diego de la Unión                             | San Diego de la Unión                             | 1875             | 37 103            | 1014,47          |
| 030        | San Felipe                                        | San Felipe                                        | 1824             | 106 952           | 3006,79          |
| 031        | San Francisco del Rincón                          | San Francisco del Rincón                          | 1867             | 113 570           | 425,98           |
| 032        | San José Iturbide                                 | San José Iturbide                                 | 1866             | 72 411            | 547,97           |
| 033        | San Luis de la Paz                                | San Luis de la Paz                                | 1824             | 115 656           | 2029,97          |
| 034        | Santa Catarina                                    | Santa Catarina                                    | 1885             | 5 120             | 194,37           |
| 035        | Santa Cruz de Juventino Rosas                     | Juventino Rosas                                   | 1939             | 79 214            | 428,51           |
| 036        | Santiago Maravatío                                | Santiago Maravatío                                | 1867             | 6 670             | 84,13            |
| 037        | Silao de la Victoria                              | Silao                                             | 1824             | 173 024           | 538,72           |
| 038        | Tarandacuao                                       | Tarandacuao                                       | 1861             | 11 641            | 119,98           |
| 039        | Tarimoro                                          | Tarimoro                                          | 1857             | 35 571            | 333,99           |
| 040        | Tierra Blanca                                     | Tierra Blanca                                     | 1885             | 18 175            | 410,85           |
| 041        | Uriangato                                         | Uriangato                                         | 1861             | 39 305            | 115,76           |
| 042        | Valle de Santiago                                 | Valle de Santiago                                 | 1824             | 141 058           | 820,66           |
| 043        | Victoria                                          | Victoria                                          | 1849             | 19 820            | 1047,06          |
| 044        | Villagrán                                         | Villagrán                                         | 1930             | 55 782            | 128,79           |
| 045        | Xichú                                             | Xichú                                             | 1914             | 11 560            | 898,96           |
| 046        | Yuriria                                           | Yuriria                                           | 1824             | 51 782            | 668,40           |